# براندون جونسون
براندون جونسون (بالإنجليزية: Brandon Johnson)‏ هو لاعب كرة قدم أمريكية أمريكي، ولد في 5 مايو 1983 في برمنغهام في الولايات المتحدة.

## وصلات خارجية
- براندون جونسون على موقع مرجع كرة القدم المحترفة.كوم (الإنجليزية)